# デモイン郡区 (アイオワ州ブーン郡)
デモイン郡区は、アメリカ合衆国、アイオワ州、ブーン郡にある17の郡区の一つである。2000年の国勢調査で、人口は13758人だった。

## 地理
デモイン郡区は、104.7平方キロメートル（40.44平方マイル)で、Booneが含まれています。
アメリカ地質調査所によると、この郡区はBass PointとBiblical CollegeとBoone Memorial GardenとLeathamとLinwood ParkとOak GroveとSacred Heartの7つの霊園が含まれています。